# ナースコール
ナースコールとは、病院や介護保険施設などに設置されており、身体的異常が発生した時のみでなく、療養生活上の疑問が生じた際や点滴終了を知らせる必要がある時などに看護師や介護士などを呼び出す為のツールである。
患者や要介護者が緊急時に呼び出すものと考えられているが、緊急時以外でも用いる。
看護師や介護福祉士はナースコールの使用用途について、患者や要介護者に対して説明義務が課せられており、どのような時に押せば良いのかを明確にし説明しなければならない。説明後は記録に、どのように説明を行ったのか明確に書く必要がある。
ナースコールは親機が詰め所にあり、呼び出されると患者と職員間での通話のやりとりができる。近年では、子機の導入を積極的にすすめている病院や施設があり、子機は一般的にペースメーカーを埋め込んでいる患者や医療機器への影響が携帯電話に比べ低いとされるPHSが用いられる。子機の使用により親機のある詰め所へ行かなくても建物内ならば職員がどこにいても対応できるメリットがある。
病院や介護保険施設などではナースコール設置が義務づけられている。有料老人ホームは設置の義務はないが安心を売りに自主的に設置するところもある。
最近では、病院や施設に限らず、家庭用のナースコールも販売されている。当然、家庭用のものは要介護者の家族やヘルパーが対応することとなる。

## 通話方法
患者、要介護者などが各ベッドに備え付けの呼び出しボタンを押し、職員側が受信すると会話ができるようになる。一方、逆に職員側が呼びかけることも可能である。たいていの場合、壁に埋め込まれたスピーカーとマイクとコード付きの呼び出しボタンが一体型になっており、患者や要介護者はハンズフリーで寝たままでも会話できるのが一般的である。
古い施設や病院などでは呼び出しボタンしかついておらず通話ができないタイプもある。古いタイプのナースコールは4人部屋などで呼び出しボタンが押されても、その該当する部屋の誰がナースコールを押したのか分からず、職員が部屋へ駆けつけては誰が押したのかわざわざその都度確認しなくてはならない手間が発生してしまう。

## 子機について
ナースコールの子機の導入にはメリットがあるが、この子機を故障させてしまうケースがよくある。最も多いものは転落によるもので、介助の際にポケットにいれていた子機が落ちてしまう、手を滑らせる、トイレ介助の際に便器に落としてしまうケースが主な理由である。導入する施設においては職員が子機に紐をつけて首に掛けるなど故障の防止に努めている。
一般に販売されている携帯電話は毎月の基本使用料や通話料で補われるため端末の販売価格自体それほど高くはないが、医療や福祉の現場で使われる子機は当然、基本使用料や通話料が発生しないため、必然的に子機の端末価格は高くなる。
前述にあるように子機にはPHSが用いられているが、電波の範囲は施設内に限るため、一般のPHSとは違い施設外を出ると圏外のため通話はできない。しかし、施設を出ても電波の強さによっては極限られた小範囲ではあるが稀に通話できるケースがある。